# 前田彦右衛門
前田彦右衛門（まえだ ひこえもん、生没年不詳）は、幕末の土佐国の力士。
土佐国安芸郡井ノ口村の庄屋・島田便右衛門の邸宅に出入りしていた田舎角力。安政2年（1855年）水争いで島田と対立していた岩崎弥次郎が島田邸で島田と口論になった際、島田の指示で弥次郎に暴行を加えて重傷を負わせた上、屋外に放り出したと言われている。